# 엘론 대학교
엘론 대학교(영어: Elon University)는 미국 노스캐롤라이나주 앨러맨스 카운티에 위치한 사립 리버럴 아츠 칼리지이다.
매해 미국 전국 대학 순위를 발표하는 《U.S. 뉴스 & 월드 리포트》에서 2020년 기준으로 미국 학부 교육 순위에서 2위를 기록하였으며, 학생들은 명예규율(Honor Code)을 통한 엄격한 학사관리를 받는다.
다양한 인문학의 탐구와 소수정예를 철학으로 하는 학부중심의 리버럴 아츠 칼리지이며, 엘론 대학교에는 문리대 (the College of Arts and Sciences), 경영대 (Martha and Spencer Love School of Business), 언론미디어대 (School of Communications), 법대 (School of Law), 사범대 (School of Education), 의대 (School of Health Sciences)와 같은 6개의 단과대학이 있다.

## 역사
엘론 대학교는 노스캐롤라이나주에 위치해 있다. 1889년 연합 그리스도회에 의해 설립된 대학으로, 오늘날의 학교 재단은 특정 종교/종파과 관련이 없다. 개교 당시 윌리엄 롱(William S. Long)이 초대 총장으로 취임하였다. 1923년에는 대화재로 인해 캠퍼스내 상당수의 건물들이 전소되었는데, 당시 사회적으로 성공한 동문들의 기부금으로 피해를 입은 모든 건물들을 재건할 수 있었다.

## 교육
학생들은 멘토 교수와의 협업을 통해 스스로 전공을 설계할 수도 있고, 복수전공이나 부전공, 심화전공 등을 고를 수도 있다. 엘론 대학교 수업의 가장 큰 특징 중 하나는,  15명 내외의 작은 강의 사이즈이다. 소수정예 강의를 통해 교수와의 밀접한 소통과 학생들간의 토론을 중요시하고 있다. 2020년  《U.S. 뉴스 & 월드 리포트》에 학부 교육 2위, 혁신 부문 11위를 기록하였다.

#### 펠로우 프로그램(Fellows)
엘론 대학교는 펠로우 프로그램을 통해 최우수학생들의 입학을 장려하는데, 아너스 펠로우 (Honors Fellow), 칼리지 펠로우 (College Fellow), 비즈니스 펠로우 (Business Fellow)등의 프로그램이 있다. 이중 아너스 펠로우 (Honors Fellow)는 최상위권 입학생 20명에게만 주어지는데, 혜택으로는 4년간 학비 장학금, 해외 교환학생 지원금, 학부 연구 지원금 Numen Lumen (최대 $20,000), 그리고 아너스 펠로우의 융합 학문 강의 수강 자격등이 있다. 또한 아너스 펠로우 학생들은 졸업을 위해 지도 교수와의 2년간의 학술 연구를 통한 심층적인 학부 연구 활동을 펼쳐야 한다.
펠로우 프로그램은 고등학교 학점 (GPA), 시험 성적 (SAT, ACT), 에세이, 그리고 면접결과를 통틀어 합격을 결정하게 된다.

#### 전공
엘론 대학교는 6개의 단과대로 이루어져 있다: 문리대 (the College of Arts and Sciences), 경영대 (Martha and Spencer Love School of Business), 언론미디어대 (School of Communications), 법대 (School of Law), 교대 (School of Education), 의대 (School of Health Sciences). 
경영대학 (Martha and Spencer Love School of Business)과 언론미디어대 (School of Communications)은 가장 인기 있는 전공이며, 경영 대학은 블룸버그 비즈니스 (Bloomberg Business Week)와 Poets & Quants가 Top 50 비즈니스 스쿨로 선정한바 있다. 경영대학은 마케팅 (Marketing), 회계 (Accounting), 경영분석 (Business Analytics), 재무 (Finance), 등의 프로그램이 있다.
예술전공도 명성이 높은데, 특히나 BFA 뮤직시어터 (Musical Theatre) 학과는 미국 최상위권 수준으로서 매년 1% 이하의 합격률을 기록한다. 이 프로그램의 저명한 동문으로는 글리 (Glee)와 플래시 (Flash)로 유명한 Grant Gustin, 뮤지컬 해밀턴의 Fergie Philippe-Auguste, 뮤지컬 위키드의 Ginna Claire Mason Moffette, 등이 있다.

## 캠퍼스

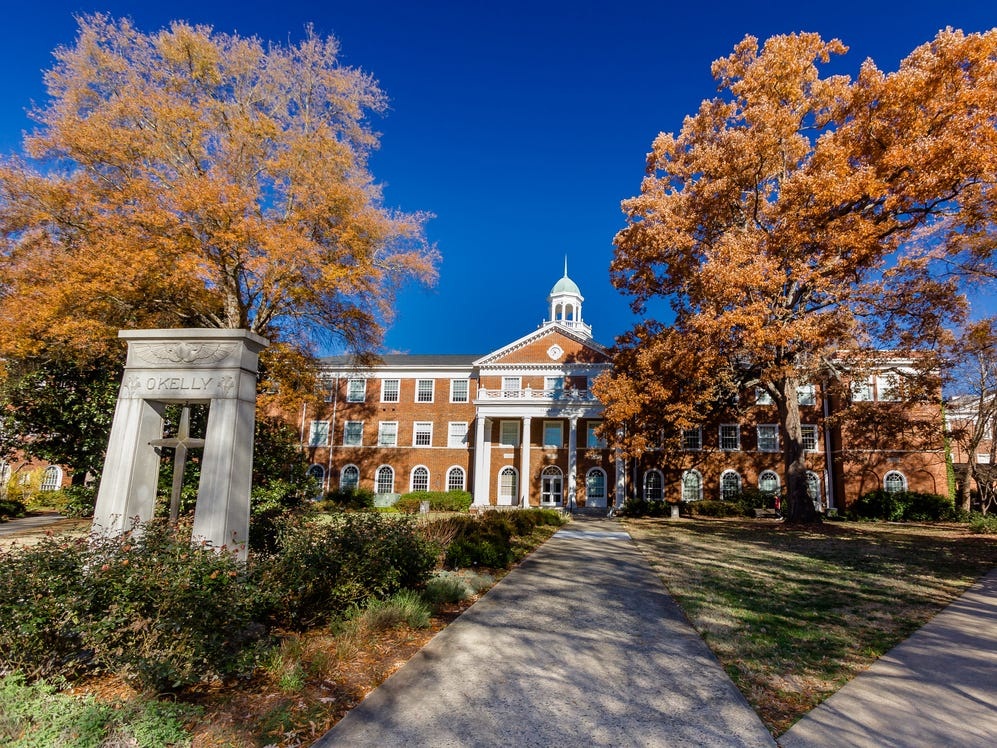
엘론 대학교의 히스토릭 캠퍼스

엘론 대학교는 메인 캠퍼스와 로스쿨이 위치해있는 그린스버러 캠퍼스로 이루어져 있다. 메인 캠퍼스는 크게 히스토릭 캠퍼스 (Historic Campus), 센츄럴 캠퍼스 (Central Campus), 글로벌 내이버후드 (Global Neighborhood), 콜로네이드 (The Colonnades), 그리고 사우스 캠퍼스 (South Campus)로 나누어진다. 
캠퍼스 곳곳에 있는 분수와 콜로니얼 건축 양식의 조화로 캠퍼스가 무척 아름답다는 평가를 받고 있으며, 프린스턴리뷰가 아름다운 캠퍼스 순위 1위로 선정한 바 있다.

## 교내 전통
매년 학기가 시작될때, 신입생들은 히스토릭 캠퍼스의 참나무 숲에서 입학식을 가진다. 입학식이 끝나면 떡갈나무 씨앗을 하나씩 받는데, 이는 엘론에서의 새로운 시작과 학생들의 잠재력을 상징한다. 졸업식에서는 떡갈나무 묘목을 나누어주는데, 이는 4년간의 성장과 배움을, 그리고 사회에서 나무로 성장할 졸업생들을 상징한다. 
매주 월요일은 야외에서 칼리지 커피 (College Coffee)라는 시간을 가지는데,  학생들과 교수들이 어우러져 다양한 주제에 대해 자유롭게 토론하고 대화하는 시간이다. 